# Gregory Mangin
Pour les articles homonymes, voir Mangin.
Gregory Mangin, né le 1er novembre 1907 et mort le 27 octobre 1979, est un joueur américain de tennis. Il fut notamment quart de finaliste à sept reprises en tournois du Grand Chelem.

## Carrière
Il atteint les quarts de finale de l'US Open à 5 reprises et 1 fois à Wimbledon et Roland-Garros.
Il est finaliste à l'US Open de double messieurs en 1931.
Il n'a jamais participé à l'Open d'Australie.

### Titre en simple
- 1935 : Seabright (il bat en 1/2 Frank Parker 6-4 8-6 3-6 4-6 7-5) bat Wilmer Hines 6-8 6-4 3-6 6-2 7-5

### Finales en simple (8)
- 1930 : Londres, battu par Wilmer Allison 4-6, 6-8
- 1930 : South Orange, battu par Cliff Sutter 4-6 8-6 7-5 4-6 6-1
- 1930 : Pinehurst, battu par  John Doeg 6-0 6-1 6-3
- 1930 : Los Angeles, battu par Ellsworth Vines 14-12 6-3 6-4
- 1933 : Hamilton, battu par Cliff Sutter 6-2 1-6 6-2 6-2
- 1933 : Seabright, battu par Frank Shields 6-1 6-3 6-1
- 1936 : Glen Cove, battu par Bobby Riggs 9-7 6-2 5-7 6-3
- 1936 : Southampton, battu par Frank Parker 1-6 6-1 6-2 6-0

### Finales en double
- 1931 US Open, battu par Wilmer Allison / John Van Ryn 4-6, 3-6, 2-6 avec Berkeley Bell

### Quarts de finale de Grand Chelem en simple
- US Open : 1928, Henri Cochet (4-6 6-3 6-1 6-2)
- Wimbledon : 1930, John Doeg (6-3 1-6 6-3 6-4)
- US Open : 1930, Frank Shields (3-6 6-8 6-2 6-1 6-1)
- Roland Garros : 1933, Henri Cochet (6-3 7-5 5-7 6-3)
- US Open : 1933, Frank Shields (6-4 6-4 4-6 6-3)
- US Open : 1935, Sidney Wood (3-6 6-1 6-1 6-2)
- US Open : 1936, Frank Parker (10-12,6-0,4-6,6-1,6-3)